# أليكس سينترون
أليكس سينترون (بالإنجليزية: Alex Cintrón) هو لاعب كرة قاعدة أمريكي، ولد في 17 ديسمبر 1978 في Humacao, Puerto Rico ‏ في الولايات المتحدة.

## وصلات خارجية
- أليكس سينترون على موقع دوري كرة القاعدة الرئيسي (الإنجليزية)
- أليكس سينترون على موقعبيزبول رفرنس.كوم (الدوري الرئيسي) (الإنجليزية)
- أليكس سينترون على موقعبيزبول رفرنس.كوم (الدوري الثانوي) (الإنجليزية)
- أليكس سينترون على موقع إي إس بي إن.كوم (أم.أل.بي) (الإنجليزية)
- أليكس سينترون على موقع مشجعي الرسوم البيانية (الإنجليزية)